# Enric IV de Wittelsbach
Enric XVI de Baviera o Enric IV de Wittelsbach dit el Ric (1386 - 30 de juliol de 1450 a Landshut) (en alemany: Heinrich der Reiche, Herzog von Bayern-Landshut), fou des de 1393 duc de Baviera-Landshut. Era un fill del duc Frederic i de la seva dona Maddalena Visconti, filla de Bernabé Visconti.

## Biografia
El duc Enric XVI va ser el primer de tres ducs rics i famosos dels que van regnar a Baviera-Landshut al segle xv. La seva residència era el castell de Trausnitz a Landshut, una fortificació que tenia enormes dimensions. Havent heretat no només el cabell negre, sinó també el temperament despòtic dels Visconti, els aixecaments Enric va oprimir cruelment a la ciutadania de Landshut el 1410 i va lluitar amb èxit contra el seu cosí Lluís VII el Barbut, duc de Baviera-Ingolstadt. Va reunir als enemics de Lluís VII en la "Societat dels Pericos" el 1414 i en la Lliga de Constança el 1415.
La línia ducal de Baviera-Straubing es va extingir el 1425 i després de moltes disputes el 1429 es va dividir entre Baviera-Ingolstadt, Baviera-Múnic i Baviera-Landshut. Enric va aconseguir reunir el ducat complet de Baviera-Ingolstadt el 1447 i llavors el ducat fou anomenat de Landshut-Ingolstadt o d'Ingolstadt-Landshut. La plaga va matar a Enric el 1450, i va ser succeït pel seu fill Lluís IX el Ric.
Enric va recluir a la seva dona al castell de Burghausen per evitar la seva influència. El seu fill i el seu net van seguir aquesta tradició.

## Matrimoni i fills
Es va casar a Landshut el 25 de novembre de 1412 amb Margarida d'Àustria, filla del duc Albert IV d'Àustria i de Joana Sofia de Baviera. Els seus fills van ser:
- Albert (Burghausen 1414 - vers 1418)
- Frederic (1415 - Burghausen7 de juny de 1416)
- Lluís IX "el Ric" (Burghausen 23 de febrer de 1417 - Landshut 18 de gener de 1479).
- Joana (1413 - Mosbach 20 de juliol de 1444), casada a Burghausen el 1430 amb el comte palatí Otó I de Mosbach.
- Elisabet (1419 - Landshut 1 de gener de 1451), casada el 1445 a Stuttgart amb Ulric V, comte de Württemberg.
- Margarida (nascuda el 1420), monja a Seligental.

També va tenir fills il·legítims, entre ells Jordi de Zangberg, Elisabet i Bàrbara.